# Petita Petra
La Petita Petra (àrab: البتراء الصغيرة, al-Batrāʾ aṣ-Ṣaḡīra), coneguda també com a as-Siq al-Bàrid (àrab: السيق البارد, as-Sīq al-Bārid, literalment ‘el Congost Fred’) és un jaciment arqueològic a Jordània, situat 14 km al nord de la més coneguda Petra —amb la qual ha estat identificada— i la ciutat de Wadi Musa, a la governació de Ma'an.
Igual que Petra, és un lloc nabateu, amb edificis tallats a les parets del congost de calcària. Com el seu nom indica, és molt més petita, ja que conté tres àrees obertes més amples connectades per un congost de 450 metres. Forma part del parc arqueològic de Petra, encara que s'hi accedeix per separat, i s'inclou en la inscripció de Petra com un lloc del Patrimoni de la Humanitat de la UNESCO. Sovint la visiten amb Petra, ja que l'entrada és gratuïta i usualment té menys gent.
Com Petra, probablement es va construir durant l'auge de la influència dels nabateus durant el segle i. Tot i que l'objecte d'alguns edificis no és clar, els arqueòlegs creuen que tot el complex era un suburbi de Petra, la capital dels nabateus, destinat a albergar comerços en la ruta de la Seda. Després del declivi dels nabateus, el lloc es va anar deshabitant durant segles, utilitzat només pels nòmades beduïns. Juntament amb la veïna Beidha, la petita Petra fou excavada a la fi del segle xx per Diana Kirkbride i Brian Byrd.
Al 2010, s'hi va descobrir un biclinium o menjador en una de les coves, on es conserven pintures de raïms, enfiladisses i querubins amb gran detall amb una paleta de color variada, probablement en homenatge al déu grec Dionís i al consum de vi. Els frescs del sostre, d'estil hel·lenístic i amb 2.000 anys d'antiguitat, s'han restaurat. Encara que no és l'únic exemple conegut de pintura figurativa nabatea in situ, són un exemple molt rar de pintura hel·lenística a gran escala, considerada superior a les pintures romanes posteriors d'Herculà.

## Geografia

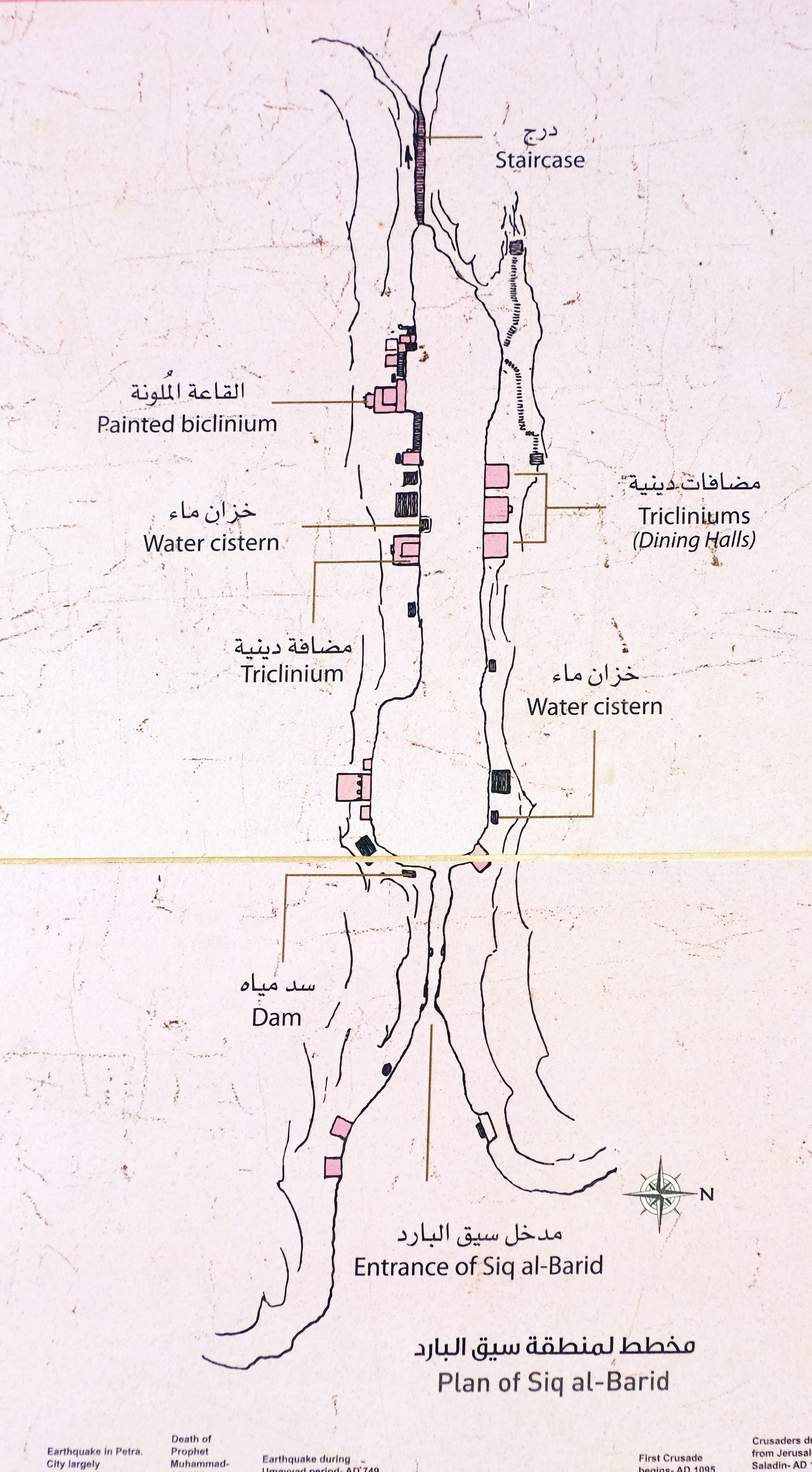
Mapa de la Petita Petra

Està situada en una regió àrida i muntanyenca del desert, a 1.040 m sobre el nivell del mar. Cap a l'est s'obre el desert àrab. En l'oest, el terreny accidentat baixa cap a la vall del Rift del Jordà, amb terres al voltant de la mar Morta a 400 m per sota del nivell del mar.
Es troba a la carretera local que ix de Wadi Musa i segueix la vora de les muntanyes al voltant de Petra a través del poble beduí d'Umm Sayhoun. A 8 quilòmetres al nord de Wadi Musa, un camí curt cap a l'oest condueix a Beidha, un jaciment neolític proper. Hi ha un altre petit assentament beduí a 1 km a l'est.
Des de l'aparcament Siq al-Barid, s'obri cap a la façana rocosa de sud-oest a oest. El seu nom, literalment 'congost fred', deriva de la seua orientació i els alts murs que impedeixen l'entrada de la major part de la llum solar disponible. El nom modern «Petita Petra» procedeix de la seua semblança al lloc més gran al sud, tots dos han de ser visitats a través d'un estret congost i són sobretot edificis nabateus. El congost s'eixampla després de 400 metres.

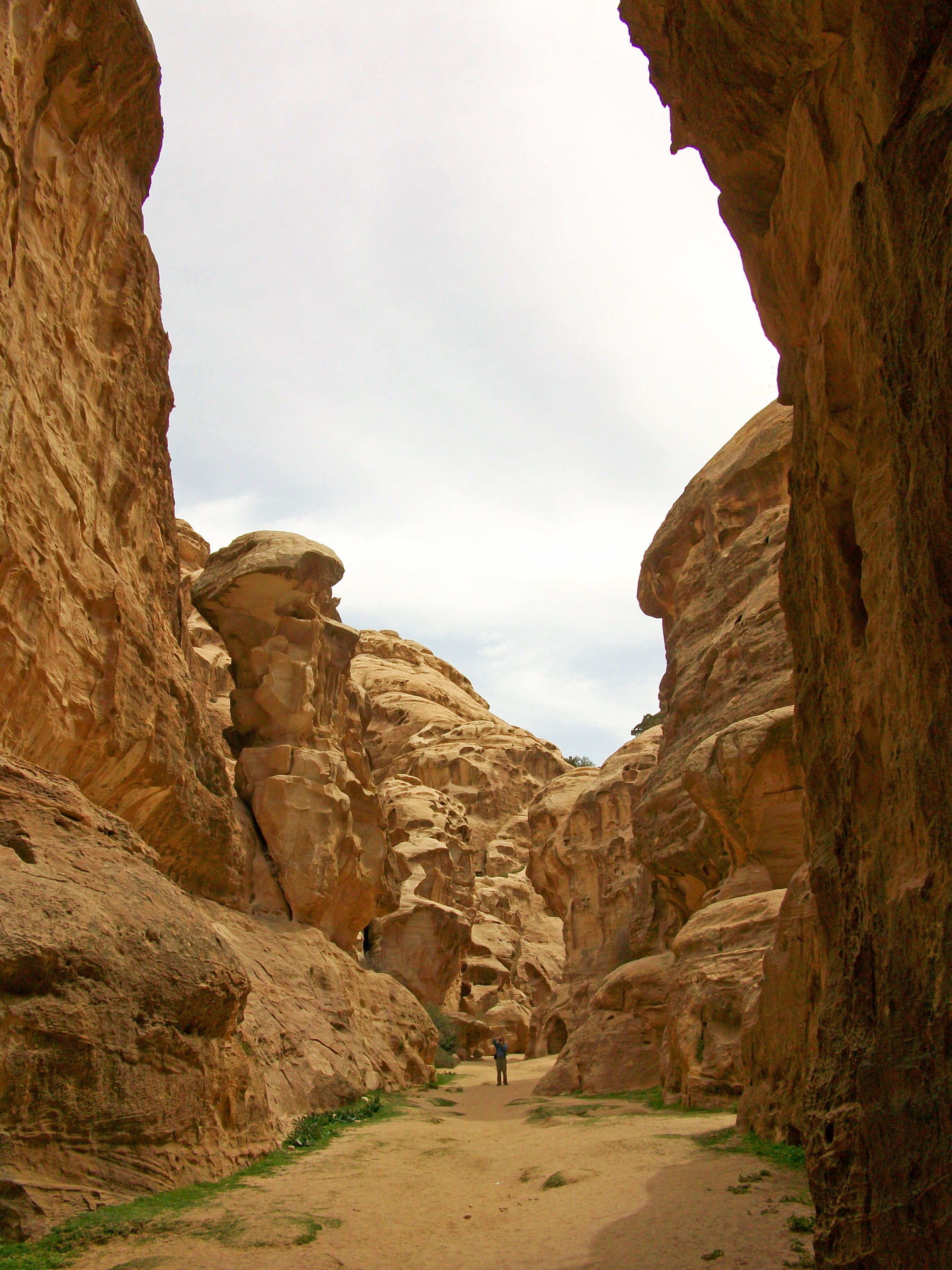
Siq al-Barid. Un congost estret amb parets altes de pedra arredonides de color beix i un sòl polsegós

En aquesta àrea oberta, moltes de les parets calcàries tenen obertures tallades; se'n van utilitzar com a habitatges. A la paret sud hi ha un triclini amb columnates, un pòrtic i una volada sortint: els arqueòlegs creuen que s'usà com a temple, tot i que saben molt poc sobre aquest tema.
Després, el congost torna a estrényer-se altres 50 m, que condueixen a una altra àrea oberta més petita. Les obertures tallades són més nombroses ací, i inclouen quatre grans triclinis. Els arqueòlegs creuen que aquests espais podrien haver estat utilitzats per entretenir els comerciants visitants.
Al costat sud hi ha un petit biclini. Té algunes rares pintures nabatees supervivents a la paret posterior, i per això es diu la «sala pintada». Davant l'habitació nord hi ha una gran cisterna, que forma part del sistema d'aigua construït pels habitants originaris.
A l'extrem oest del congost, una sèrie de passos condueixen a la part superior de la roca, des d'on hi ha vistes panoràmiques de tota la regió de Petra. Una sendera no gaire freqüentada condueix des d'allí fins a l'edifici Deir a Petra a 6 quilòmetres al sud-oest.

## Història

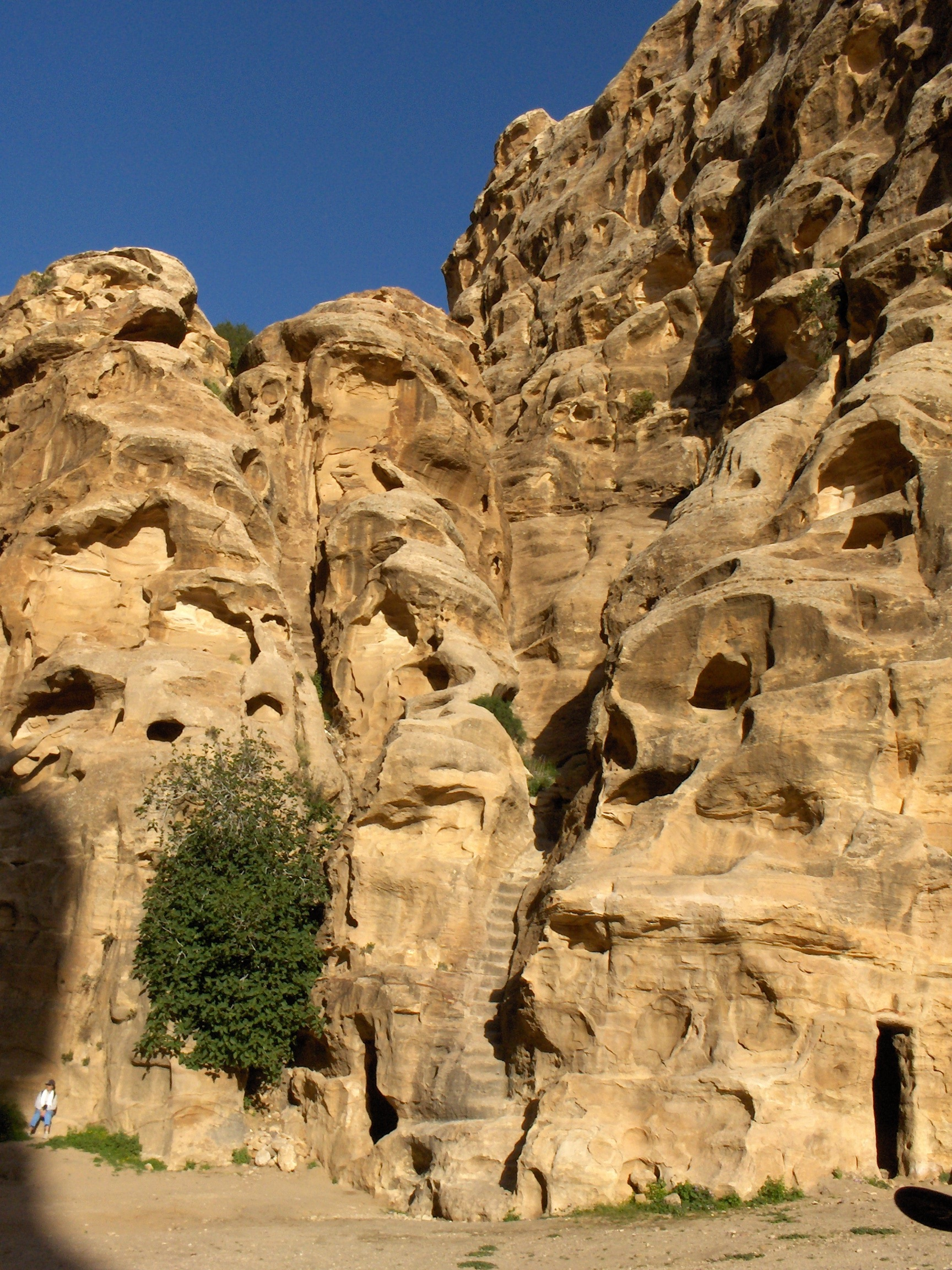
Habitacions altes

Els arqueòlegs creuen que la Petita Petra fou fundada al segle i, quan la cultura nabatea estava en l'apogeu a la regió. Probablement era un suburbi de la ciutat més gran del sud, potser on vivien els comerciants més poderosos. La ubicació pot haver estat triada a causa del proper assentament de Beidha, habitat des del Neolític anterior. Com que les recerques del lloc s'han centrat en els períodes nabateus i anteriors, no se sap si encara estava habitada al mateix temps que Petra, que fou abandonada al segle vii.
A diferència de Petra, en què els nabateus vivien i enterraven els morts, la Petita Petra fou dissenyada per albergar caravanes d'Aràbia i l'est, que arribaven a Síria i Egipte. Per fer que es detingueren després de la cruïlla de Wadi Rum, els nabateus van cavar al principi les petites coves a la pedra calcària, i després en construïren unes altres molt més grans per a les caravanes que hi paraven.
Durant la resta del mil·lenni i gran part del següent, la Petita Petra va romandre desconeguda, tret dels nòmades beduïns que de vegades hi acampaven, o als seus voltants. Els europeus, que no podien visitar el món àrab sota domini islàmic, havien sentit parlar de Petra, però no estaven certs de la seua existència. Quan el viatger suís Jacob Burckhardt esdevingué el primer visitant occidental a Petra, des de l'època dels romans, al 1812, no es va aventurar al nord, ni va escriure gens sobre aquest tema. Després, també els visitants occidentals semblen haver-se concentrat en el lloc principal de Petra. Únicament a la fi de la dècada de 1950, l'arqueòloga anglesa Diana Kirkbride va completar la seua recerca a Petra amb excavacions a l'àrea de Beidha, que incloïa la Petita Petra, i no la descriu com un lloc separat. Aquestes excavacions continuaren fins a 1983, dos anys abans que la UNESCO registrés l'àrea de Petra, incloses Beidha i la Petita Petra, com un lloc de Patrimoni mundial.
Després d'aquesta designació, augmentà el turisme a Petra, i més després de la pel·lícula Indiana Jones i l'última croada de 1989, que acaba amb els protagonistes pujant al Siq de Petra i Al-Khazneh, on troben el sant Greal. Per garantir que el turisme a la regió no en degrade els recursos arqueològics, l'Autoritat Regional de Petra creà una àrea administrativa de 755 quilòmetres quadrats. Beidha i la Petita Petra, entre altres llocs satèl·lit, s'inclogueren en el parc arqueològic de Petra (264 quilòmetres quadrats). El poble d'Umm Sayhoun fou construït entre Wadi Musa i els dos jaciments, per albergar els beduïns.

## Descripció

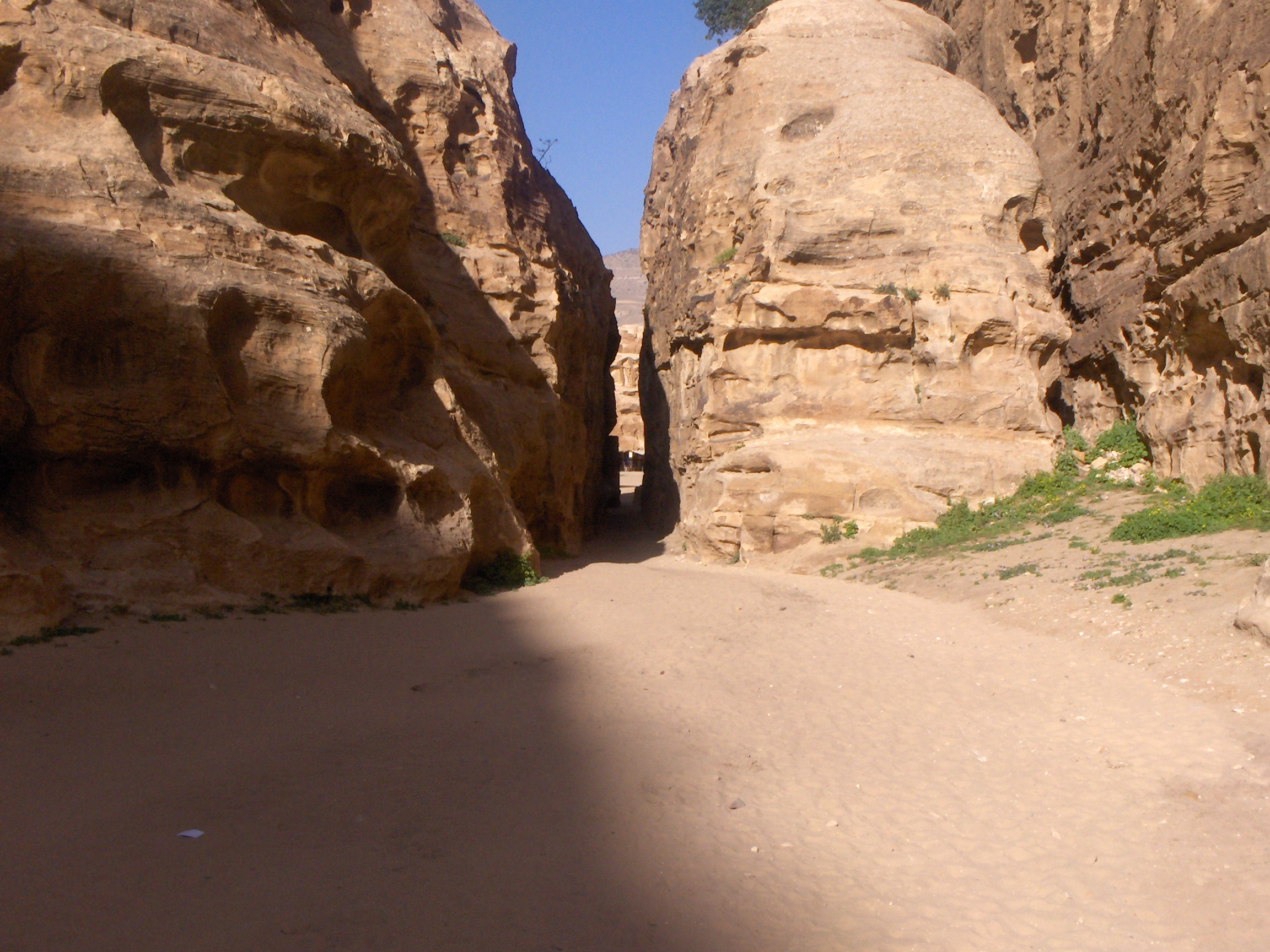
Entrada de l'est

El lloc té dues entrades, una cap a l'est, des d'on s'iniciava la ruta de caravanes de l'est, el golf Pèrsic i la península Aràbiga; i una altra a l'oest des d'on començava la ruta de caravanes de Síria i Egipte o la mar Mediterrània (Gaza era nabatea).
En l'entrada del lloc hi ha un petit santuari de Dushara, el déu principal dels nabateus, representat sense ulls i nas, juntament amb les dues esposes Al-Uzza, la primera, i Manat, la segona, tallada més baixa que el marit i sense cap. No lluny del santuari hi ha diverses cases tallades a la pedra, quasi totes d'una sola habitació amb un espai al centre per encendre el foc i amb llargs blocs de pedra, sobre els quals es col·loquen els matalassos. La Petita Petra fou abandonada, i utilitzada pels beduïns per quedar-s'hi amb les cabres o ovelles: encenien foc a la nit i ennegriren la pedra blanca, danyant-la.
Una construcció interessant és l'altar sacrificial nabateu, datat del segle i, que es troba al centre del lloc. Els arqueòlegs creuen que els sacerdots hi sacrificaven animals per apaivagar els déus, després vessaven sang enfront de l'estàtua de la deïtat i es menjaven la carronya.

### La casa pintada
El 2010, uns arqueòlegs publicaren un descobriment dels anys vuitanta. En una de les petites habitacions a l'àrea oberta de l'oest, hi ha un fresc al sostre gairebé intacte que havia estat en gran part ocult a causa del sutge de les fogueres del campament i els «grafits» beduïns. Els restauradors de l'Institut d'Art Courtauld de Londres foren contractats el 2007. L'àrea s'obrí als visitants i es coneix com la «casa pintada».
Els frescs representen, amb detall, les imatges relacionades amb el vi, que potser reflecteixen l'adoració a Dionís. S'hi emprà gran varietat de pintures i materials, incloent fulles de pa d'or i esmalts translúcids. S'hi han identificat tres espècies de raïm, juntament amb dues d'aus —grulla damisel·la i suimanga palestina. Altres elements inclouen un amoret tocant la flauta i barallant-se amb ocells. «La qualitat pura d'aquesta pintura és màgica», va dir Lisa Sherkede, una de les restauradores de Courtauld.
L'art té una importància històrica significativa en l'arquitectura i escultura nabatea; i la pintura nabatea és molt rara en l'actualitat. L'expert de l'institut Courtauld, David Park, afirma que els frescs de la Petita Petra són «l'única pintura figurativa in situ [nabatea] que hi va sobreviure». També n'és rara una gran pintura hel·lenística intacta, ja que la majoria del que sobreviu són fragments. Un altre restaurador, Stephen Rickerby, diu que «és tan bona o millor que algunes de les pintures romanes que es veuen, per exemple, a Herculà» i mostra la influència de l'art hel·lenístic.

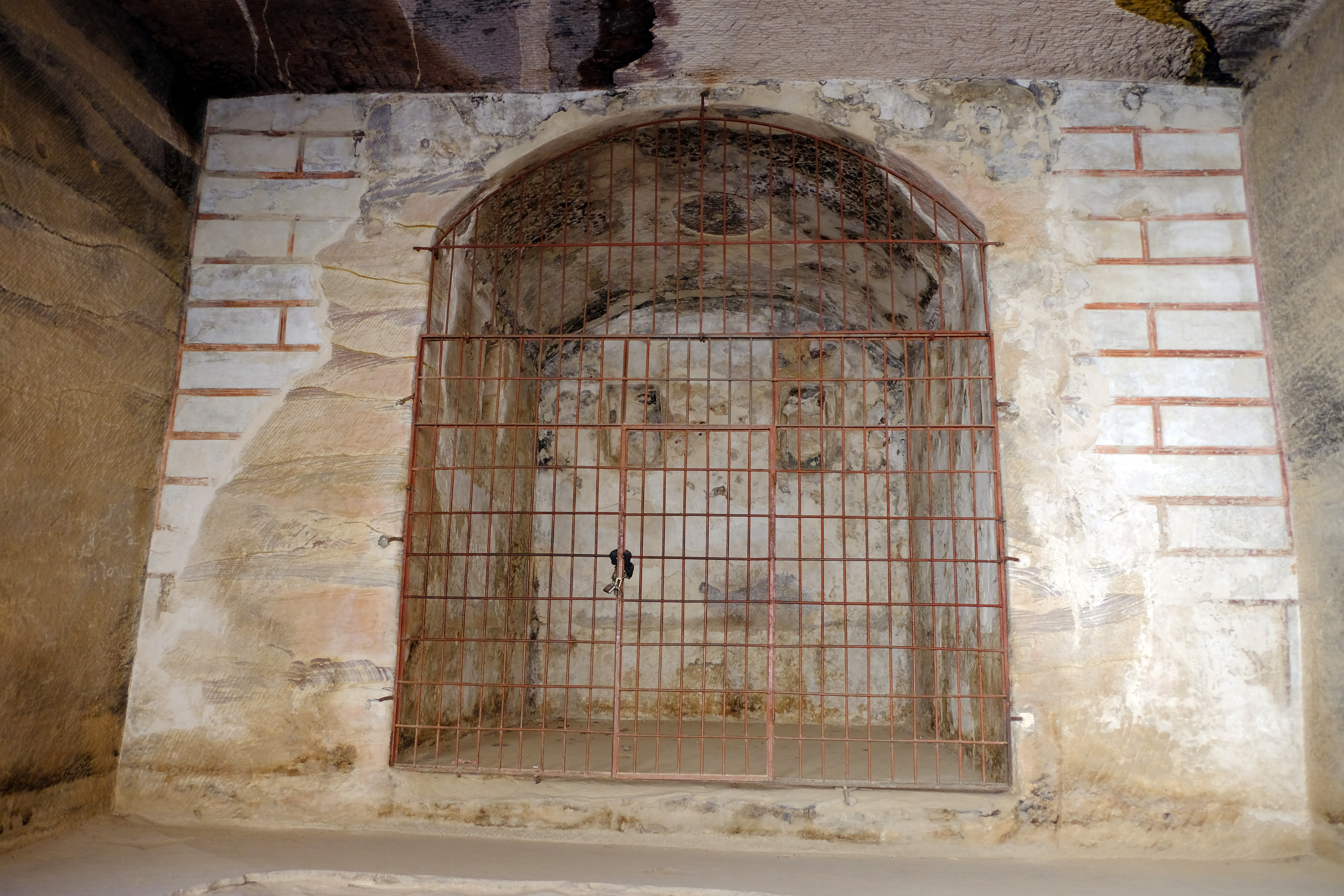
Petita sala a la «casa pintada» amb pintures al fresc
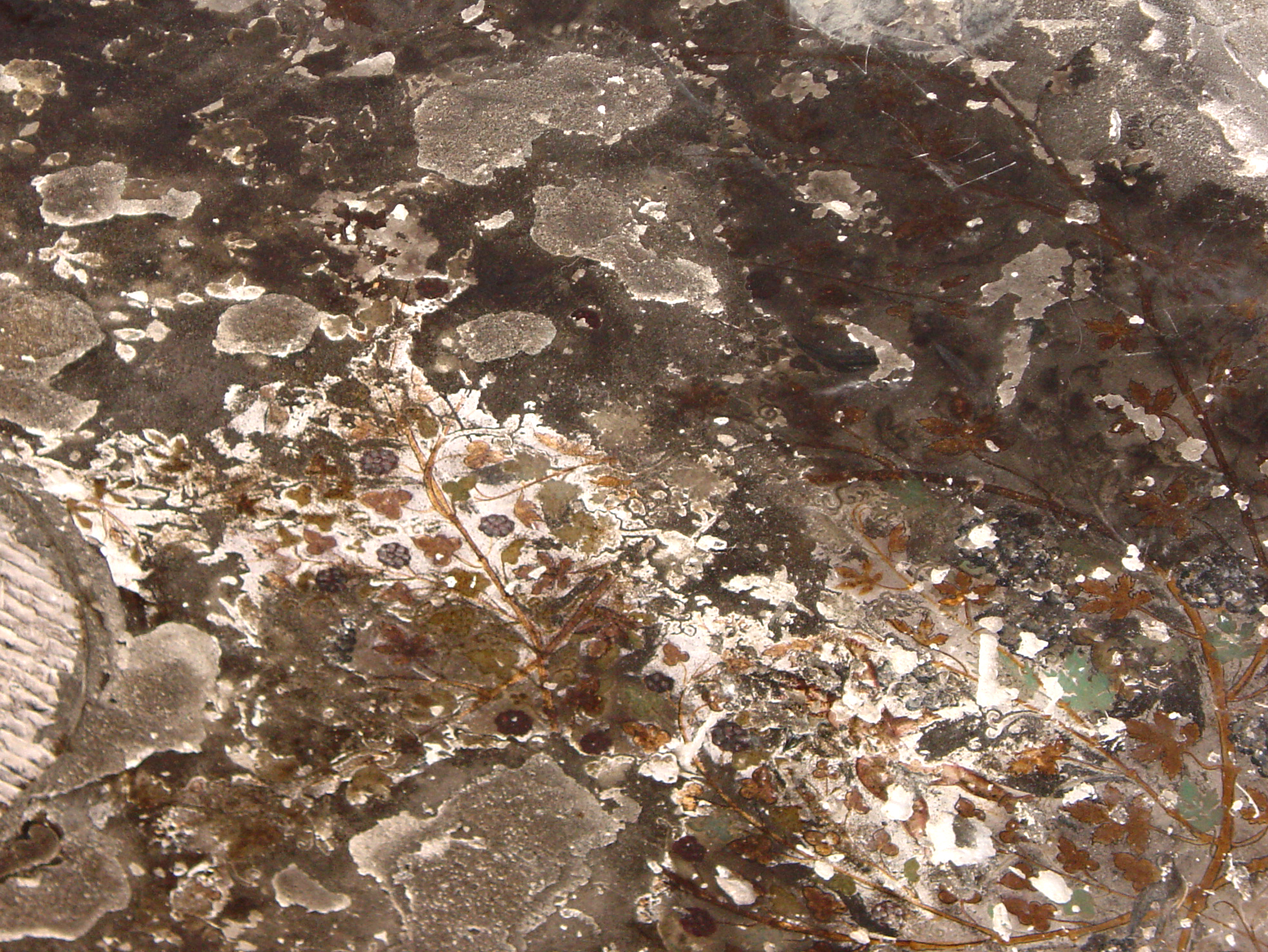
Sostre sense restaurar
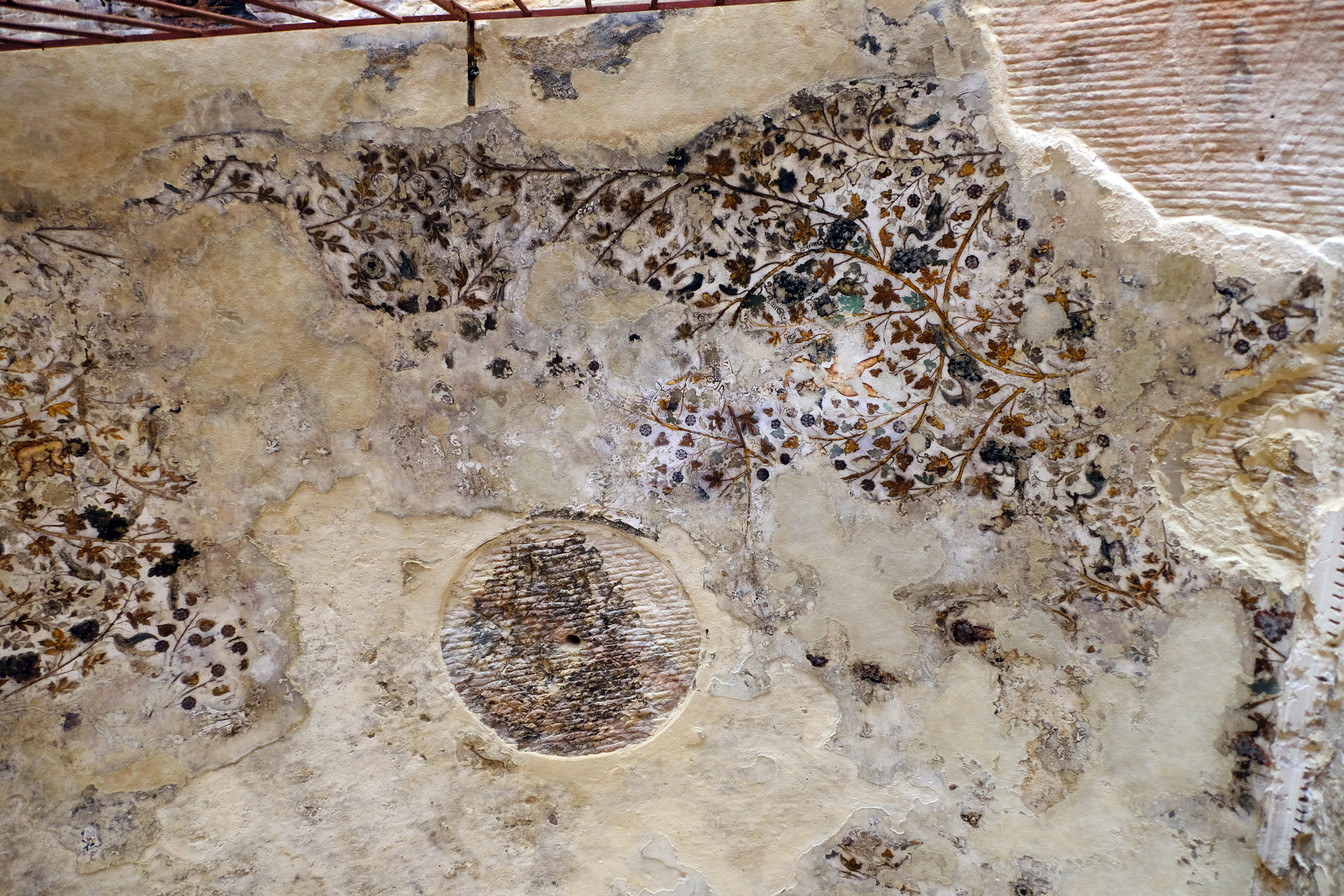
Detall de la pintura restaurada
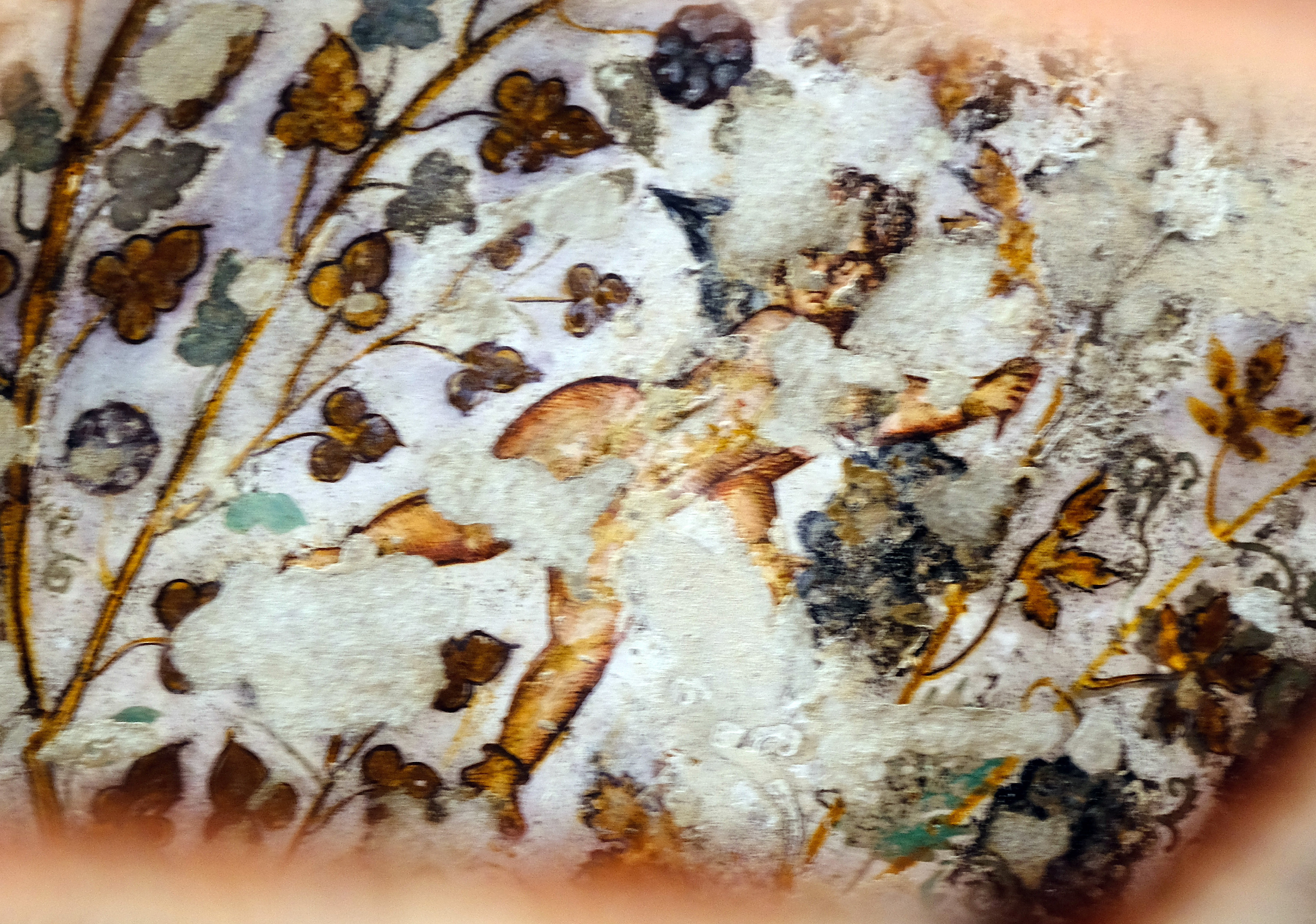
Detall amb un amoret restaurat

## Accés
Igual que Petra, la Petita Petra és oberta al públic durant el dia. Les visites, però, s'hi fan
per separat, i no cal tiquet d'admissió ni una tarifa d'entrada com per a Petra. Els beduïns locals venen records i entrepans al petit estacionament, que també serveix per al jaciment de Beidha. Els pastors beduïns de vegades porten les seues reserves al lloc per utilitzar les cisternes.
La «casa pintada», que no té contrapartida a Petra, s'ha sumat a un major interés per aquesta àrea.
Es pot caminar per la sendera de 6 quilòmetres des del final del congost fins a Deir a Petra. Es recomana als qui fan el viatge que duguen un guia, ja que no està marcat formalment. S'adverteix als excursionistes que no facen la sendera pel seu compte o al final del dia, ja que les nits sovint són fredes. També és prohibit entrar a la Petita Petra sense haver pagat l'admissió al lloc més gran.

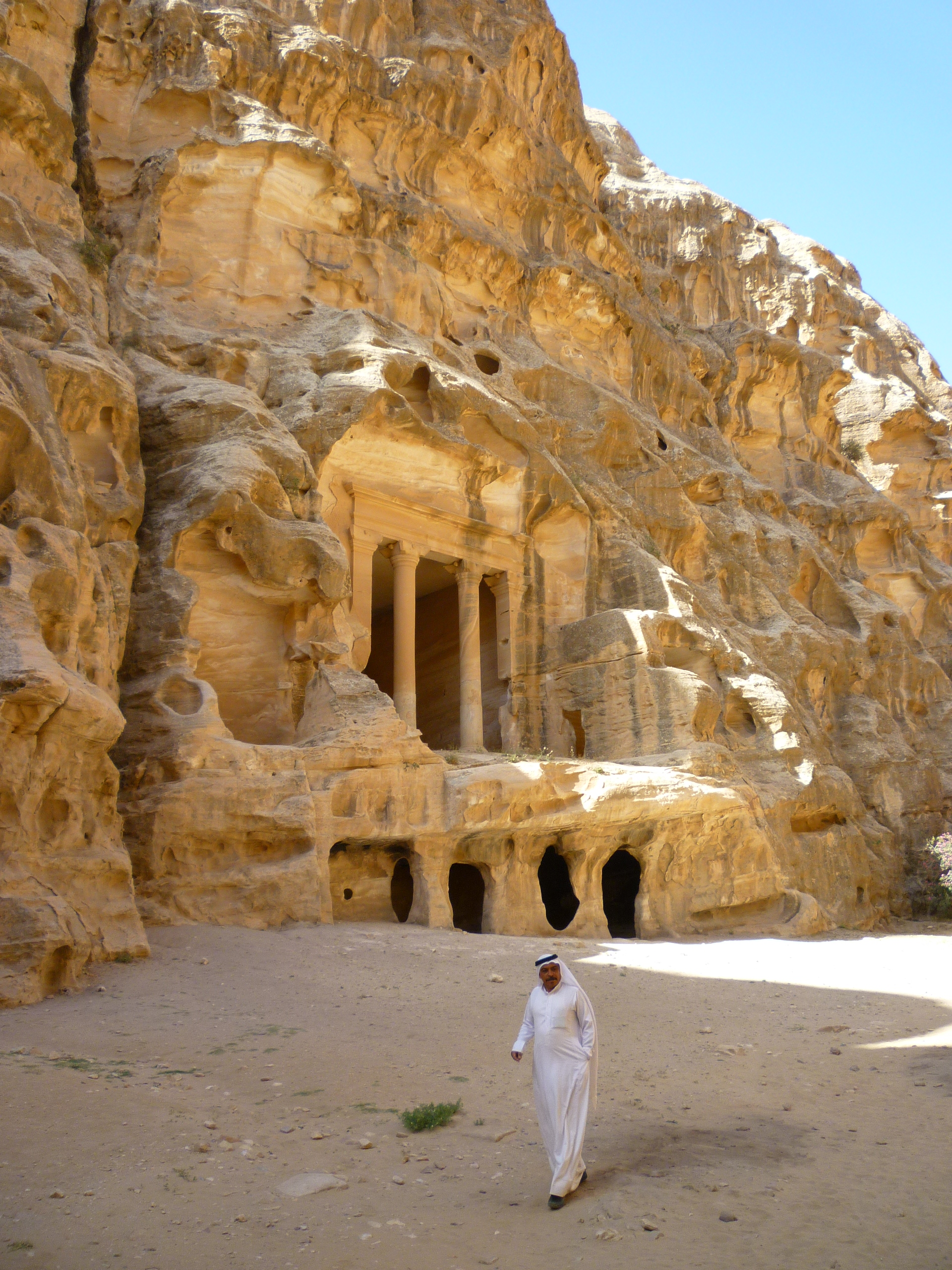
Part frontal del temple de Dushara
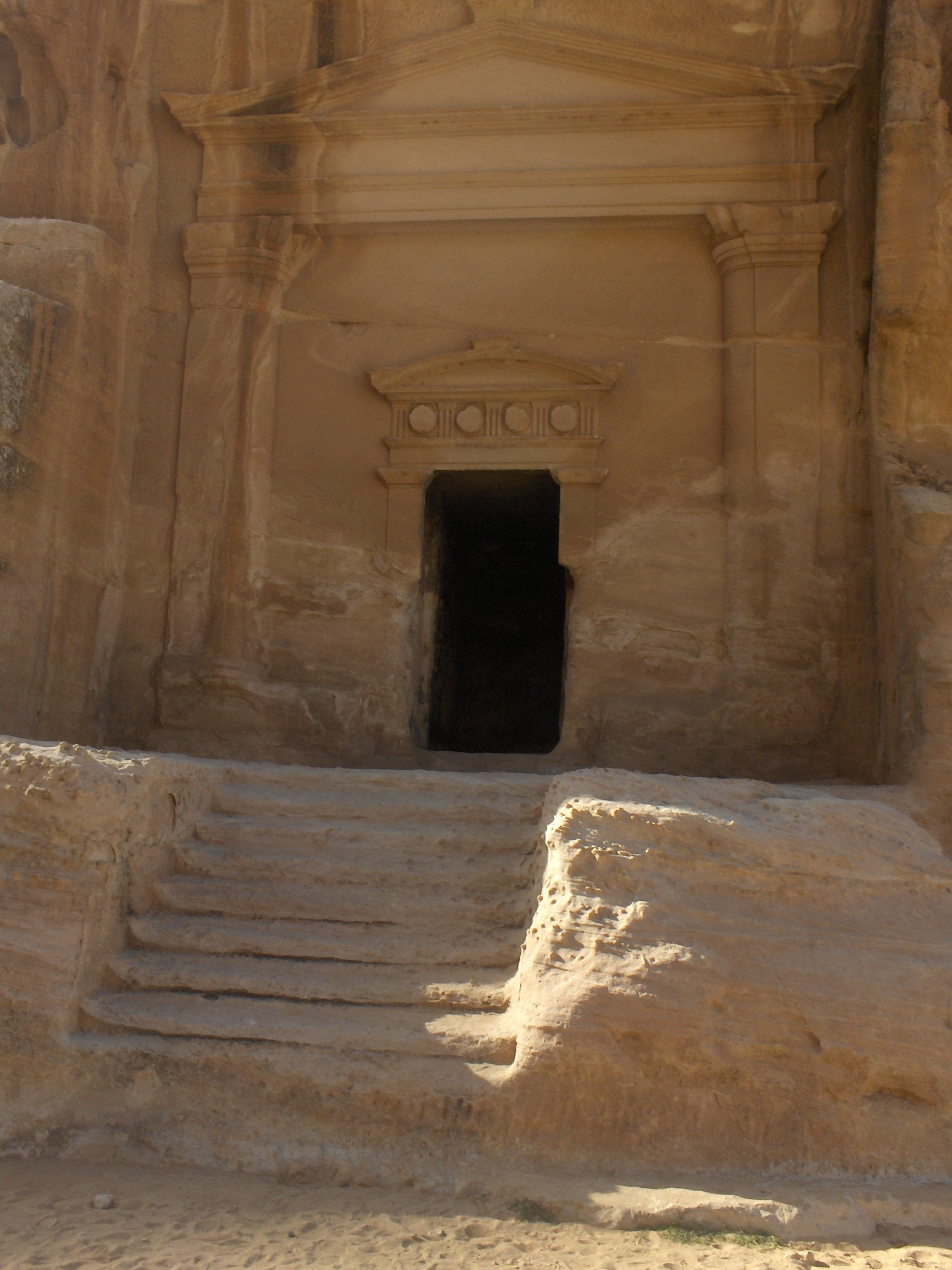
Habitatge en l'exterior, al costat de l'entrada est
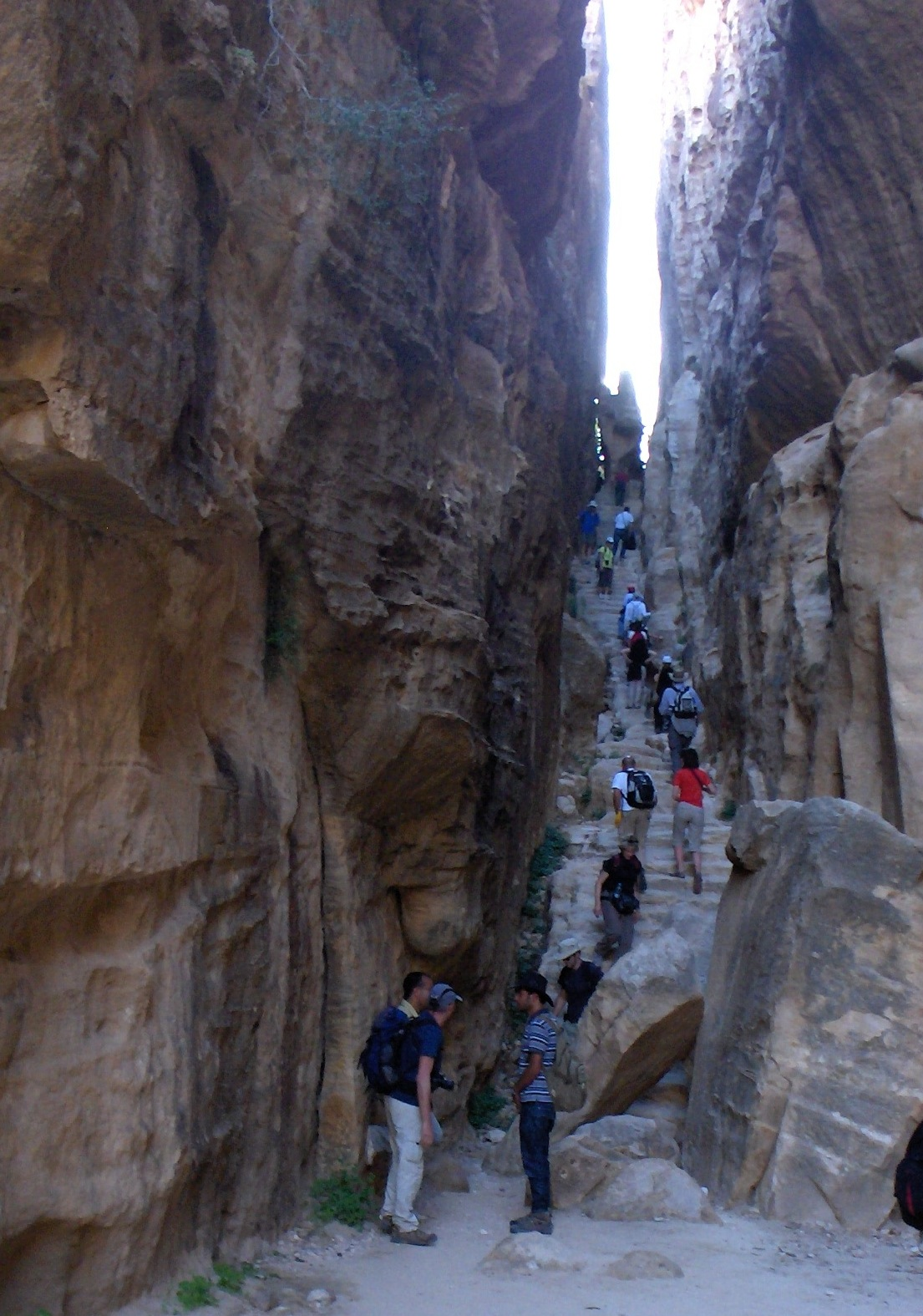
Escala en la porta oest o porta de Gaza
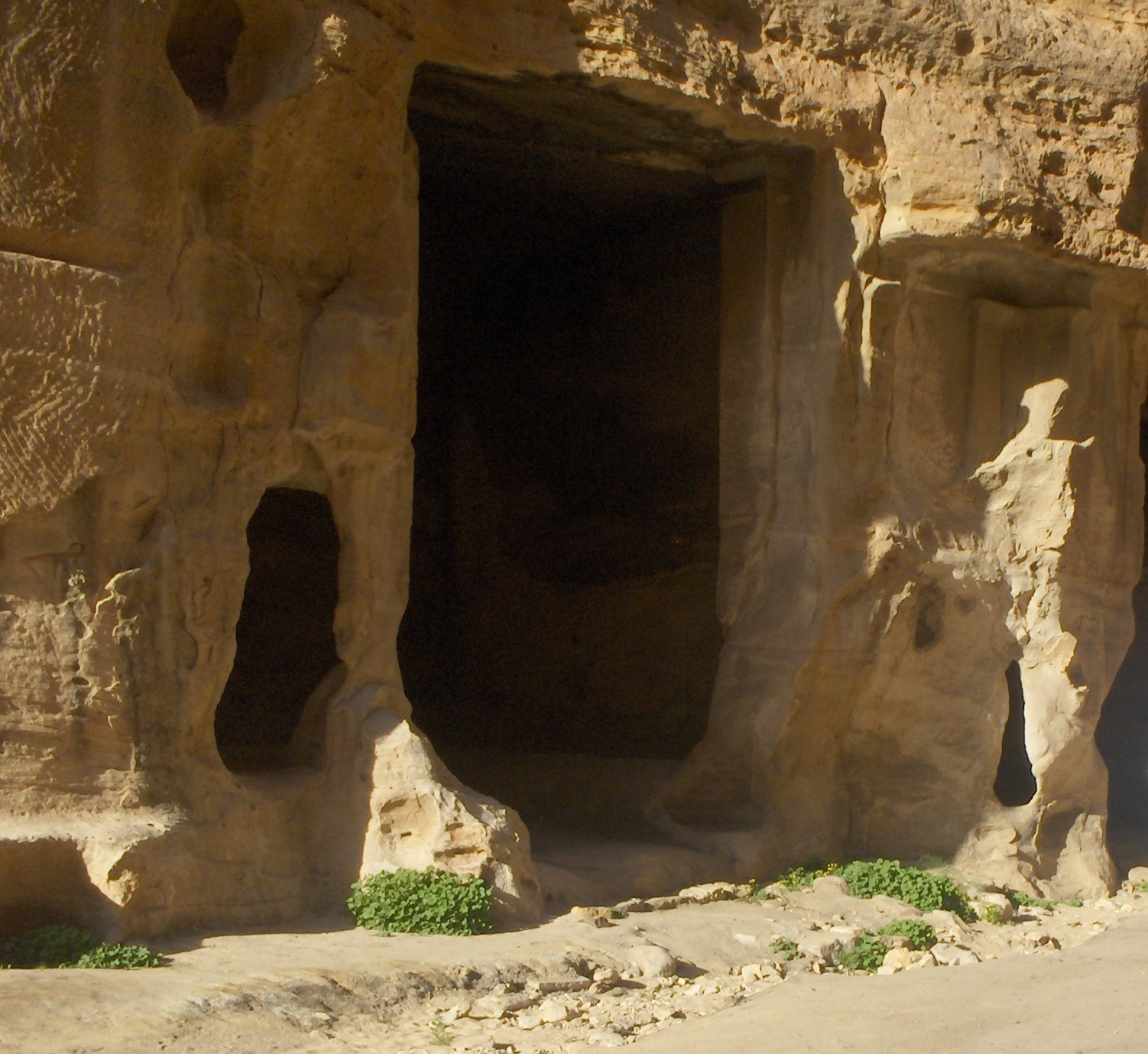
Entrada d'un local
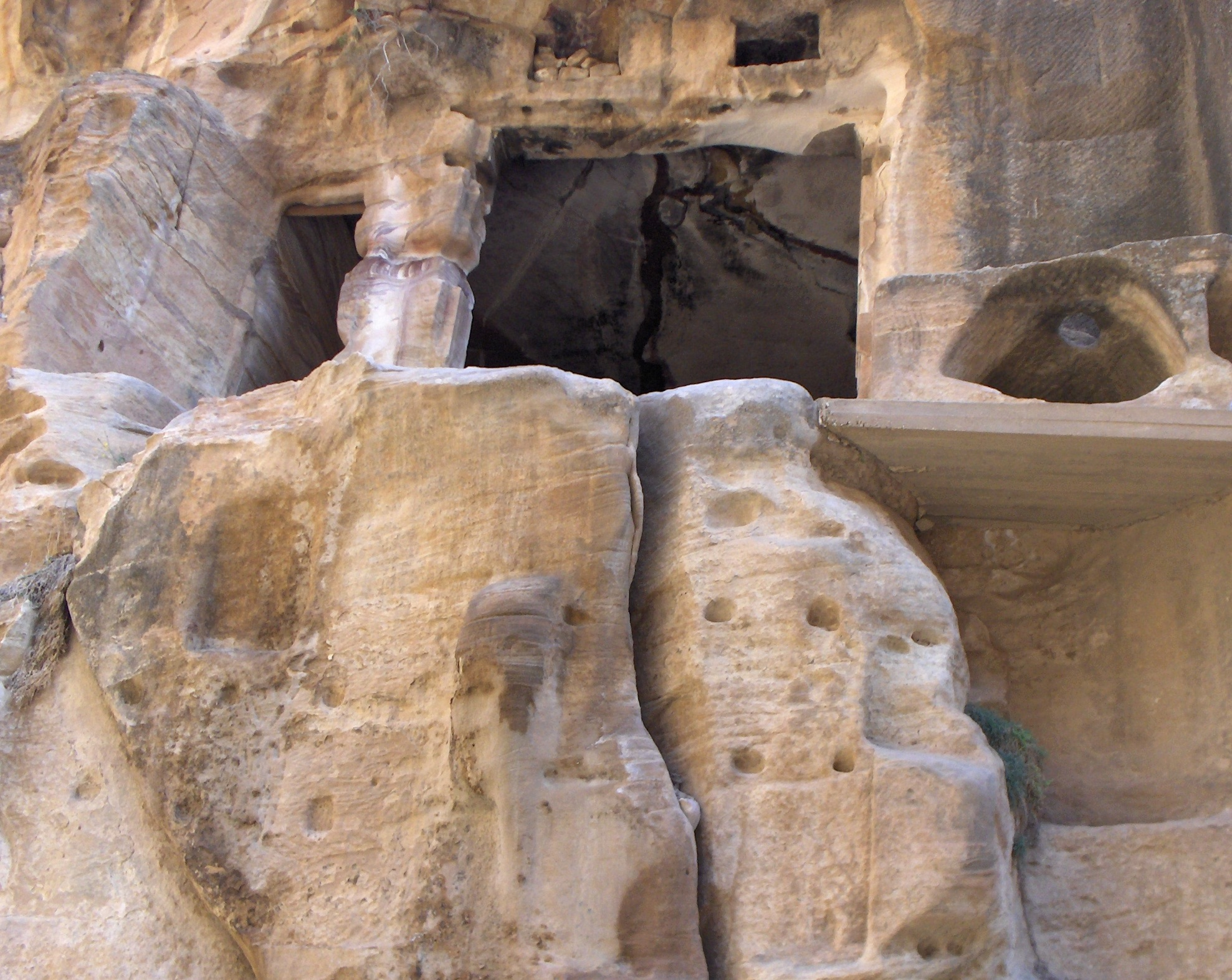
Entrada d'un local elevat
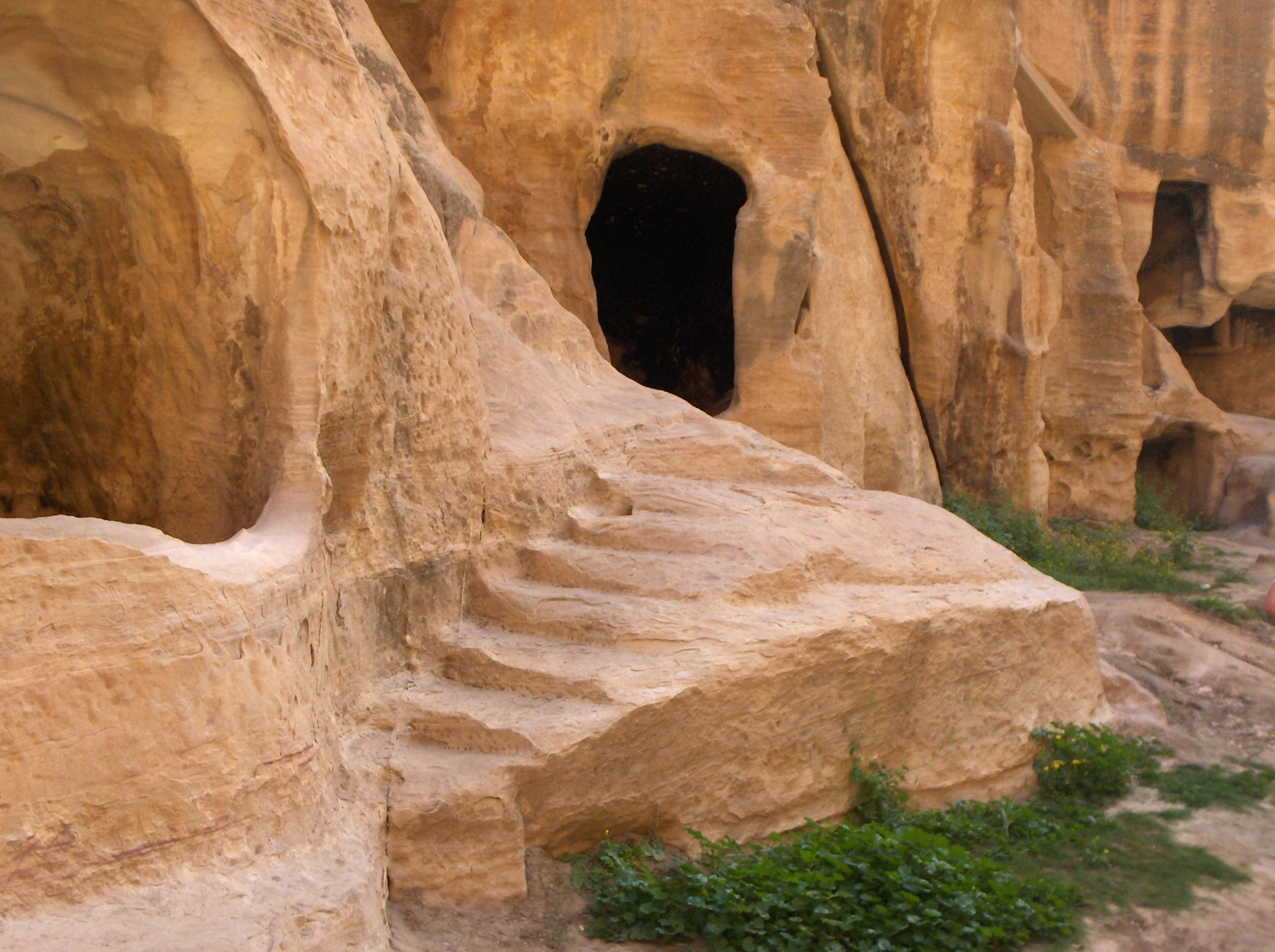
Entrada d'un local
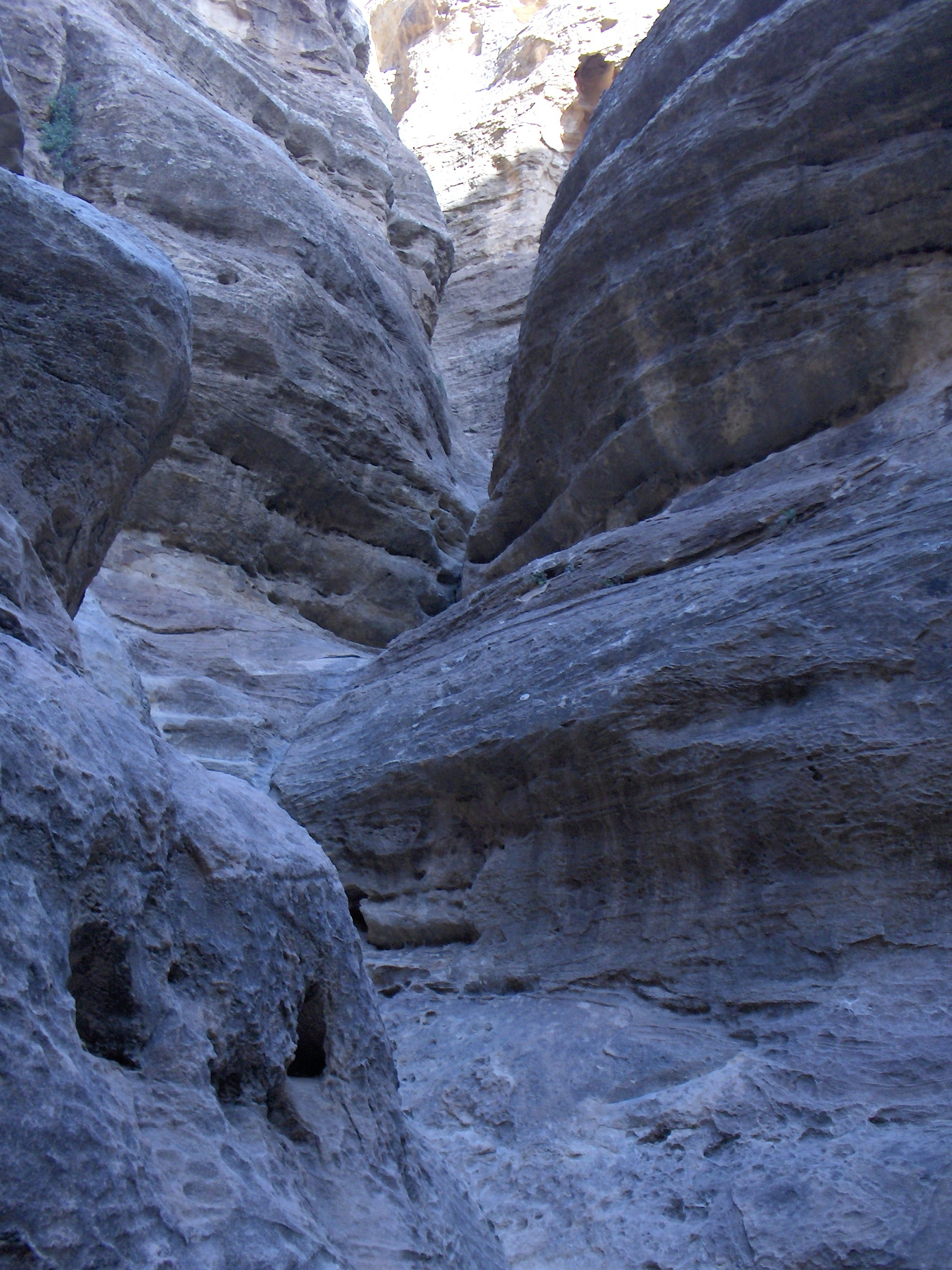
La roca blanca
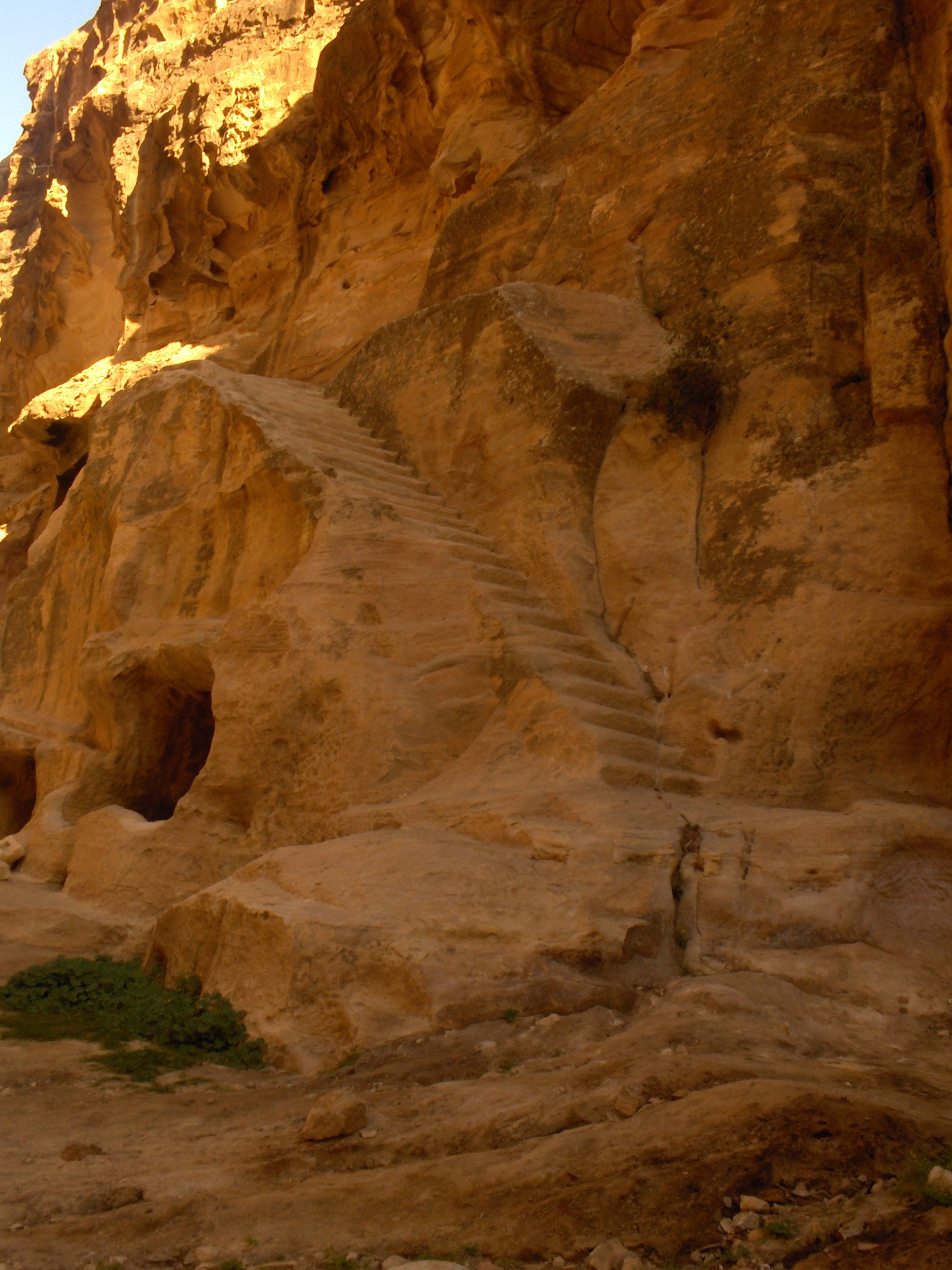
Escala d'accés a locals elevats
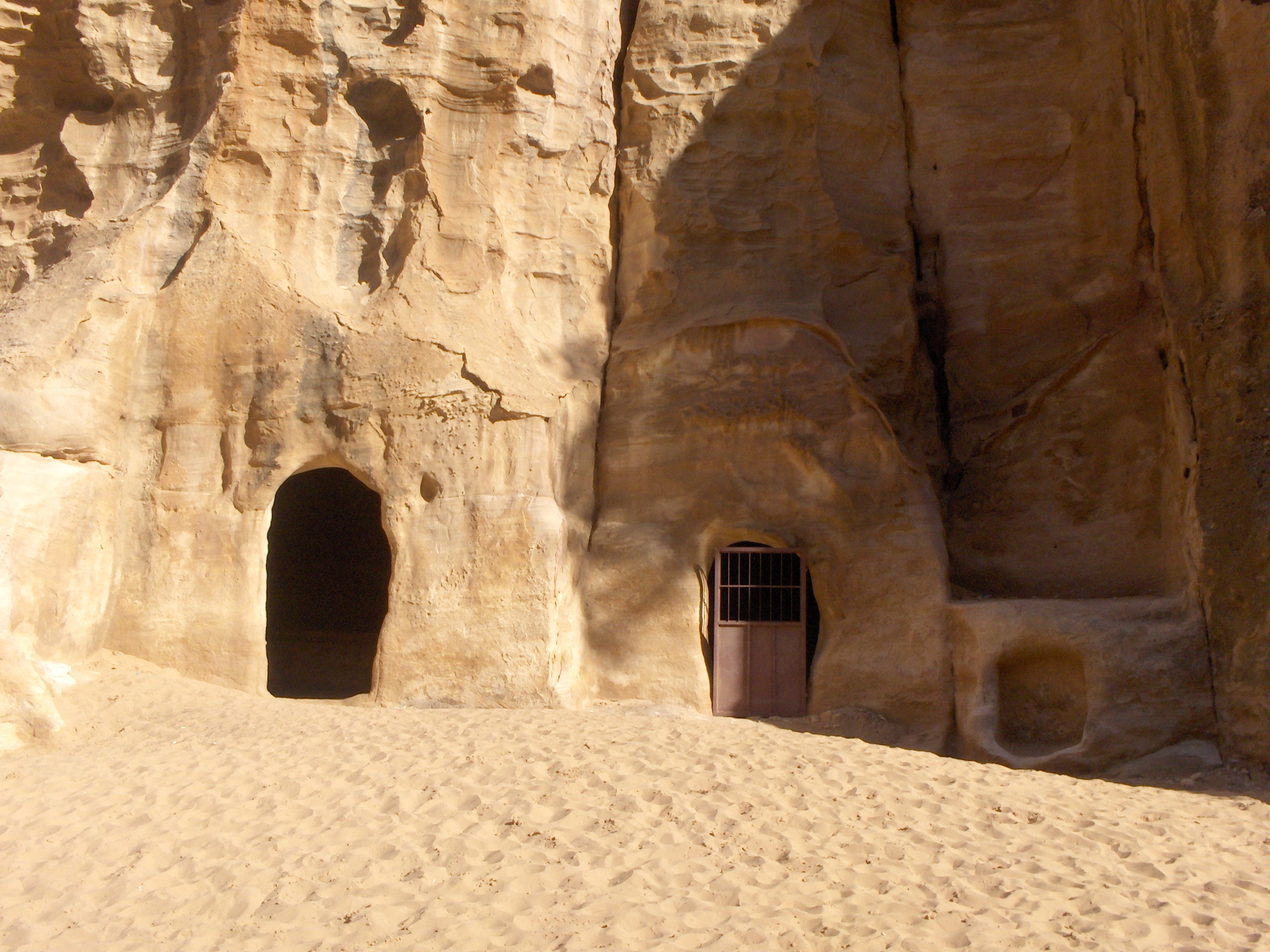
Habitatges en l'exterior, un dels quals encara en ús, al costat de l'entrada de l'est